# Gylfi Sigurðsson
Gylfi Þór Sigurðsson (født 8. september 1989 i Hafnarfjörður) er en islandsk fodboldspiller, der spiller for Lyngby Boldklub. Tidligere har han spillet for Everton F.C., Reading og Hoffenheim, Shrewsbury Town, Crewe Alexandra, Tottenham og Swansea. Han blev årets spiller i to sæsoner for Reading i 2009-10 og for Hoffenheim i 2010-11. Gylfi Sigurðson er islandsk landsholdsspiller og var med under EM-slutrunden 2016 og VM 2018. Han er offensiv midtbanespiller

## Karriere
Sigurðsson spillede for hjembyens fodboldhold Fimleikafélag Hafnarfjarðar, før han flyttede til Breiðablik og kort tid efter blev udtaget til det islandske U/17 landshold. Derefter tilbragte han tre år hos Readings ungdoms- og reservehold. Før 2007-08 sæsonen fik han en professionel kontrakt med klubben.

### Klubber
Sigurðsson hørte til Reading i to sæsoner som seniorspiller, men var dog udlejet et par gange til andre klubber. Han fik 42 kampe for klubben og scorede 18 mål, hvorpå han skiftede til tyske TSG 1899 Hoffenheim. Her var han også i to sæsoner, men var udlejet i det sidste halve år til Swansea, der efterfølgende var klar til at købe ham fri fra den tyske klub. Handlen gik dog i vasken, da Swanseas træner, Brendan Rodgers samtidig skiftede til Liverpool.
I stedet skrev Sigurðsson kontrakt med Tottenham. Her havde han pæn succes med 58 kampe og otte mål på to sæsoner, men i sommeren 2014 vendte han tilbage til Swansea, hvor han straks fik succes med et oplæg og en scoring i sæsonens første ligakamp i 2-1-sejren over Manchester United. Han blev tre sæsoner i klubben, hvor det blev til 68 kampe og 18 mål, og med 9 mål og 13 målgivende afleveringer blev Sigurðsson en vigtig spiller i Swanseas kamp for at undgå nedrykning (hvilket lykkedes).
I sommeren 2017 underskriv Gylfi Sigurðsson en kontrakt med ligarivalerne fra Everton.
Efter at Gylfi havde haft en længere periode uden fodbold kom han i sommer 2023 til Lyngby Boldklub.

### Landshold
Sigurðsson deltog i U/19-kvalifikation i 2008, hvor han scorede to gange og efterfølgende to gange i slutrunden, men Island U/19 tabte til gruppevinderne fra Bulgarien U/19 og gik glip af finalen. I november 2007 fik Gylfi Sigurðsson debut for Island U/21, hvor han fik lov til at spille en halv time mod Tyskland U/21. Han nåede i alt 32 ungdomskampe for Island.
I maj 2010 fik Sigurðsson debut for Islands A-landshold i en 4-0 sejr over Andorra og leverede den afgørende aflevering til det andet mål på et frispark. Han blev siden fast mand på landsholdet og var en af de bærende spillere for holdet, der først overraskede ved at kvalificere sig (blandt andet med to sejre over Holland, hvor Sigurðsson scorede alle tre mål) og siden nåede kvartfinalen ved EM-slutrunden 2016. Han blev også udtaget til VM 2018 i Rusland.